# Dunkerquegade
Dunkerquegade er en gade i Århusgadekvarteret i Nordhavnen i København, der ligger mellem Helsinkigade og Fortkaj. Gaden er opkaldt efter den franske havneby Dunkerque.

## Historie og bebyggelse
Gaden ligger ligesom resten af Århusgadekvarteret i et område, der indtil 2014 var en del af Københavns Frihavn med begrænset adgang for offentligheden. I denne del af området mellem Lüdersvej, nu Helsinkigade, og Fortkaj lå der en større lagerbygning, der imidlertid efterfølgende blev revet ned. Derimod var der ingen egentlige veje på tværs her.
I forbindelse med kvarteret ophør som frihavn var det imidlertid blevet besluttet at omdanne det til en ny bydel med boliger og erhverv. Det medførte blandt andet anlæg af flere nye gader, heriblandt fire i denne del af området med nye erhvervsbygninger og karreer imellem. Københavns Kommunes Vejnavnenævnet ønskede at følge traditionen med at give gadenavne efter et bestemt tema, i dette tilfælde internationale havnebyer, hvilket for de fire gader her ville resultere i navnene Harwichgade, Calaisgade, Dover Passage og Dunkerquegade. Indstillingen blev godkendt på Teknik- og Miljøudvalgets møde 21 januar 2014 med virkning fra 1. marts 2014, hvor de nye gadenavne trådte i kraft. I praksis eksisterede gaderne dog knap nok i virkeligheden på det tidspunkt, men der blev efterfølgende sat gang i arbejdet med dem.
På den vestlige side af Dunkerquegade opførte RHB Development karreen Kronløbshuset efter tegninger af Mangor & Nagel Arkitektfirma i 2014-2016. Karreens facade er i mursten, der sammen med de andre byggematerialer giver bygningen et cortenstål udseende passende til bevaringsværdige bygninger i nabolaget. På den østlige side af gaden opførtes kollegieboligerne Umeus Nordhavn efter tegninger af Henning Larsen Architects i 2019-2021.
I 2020-2023 er det planen, at den kunstige Kronløbsøen skal anlægges i Kronløbsbassinet udfor de nye bygninger. Øen kommer til at rumme boliger og et underjordisk parkeringsanlæg, der bliver forbundet med omverdenen med en bro til Fortkaj i forlængelse af Dunkerquegade.